# The Nerves
The Nerves war eine amerikanische Power-Pop-Band. Sie wurde 1974 gegründet und war bis in die frühen 1980er Jahre mit den Singer-Songwritern Peter Case, Paul Collins und Jack Lee aktiv. Aus Lees Feder stammen das von Blondie gecoverte Hanging on the Telephone und Come Back and Stay, mit dem Paul Young 1983 einen Hit landete. Aus den Nerves gingen die Plimsouls und Paul Collins’ Beat hervor.

## Diskografie
Alben
- The Nerves (1976)
- One Way Ticket (Kompilation, 2008)
- Live! At the Pirate’s Cove (Livealbum, 2009)

EPs
- The Nerves (1976)
- 25th Anniversary (2001)